# Iwatobi Penguin: Rocky × Hopper
Iwatobi Penguin: Rocky × Hopper est un jeu vidéo édité par Nippon Rental, sorti en 1997 sur PlayStation. Il a pour suite Iwatobi Penguin: Rocky × Hopper 2 – Tantei Monogatari.